# Sironko
Sironko  este un oraș  în  Uganda. Este reședinta  districtului Sironko.